# شاهین (فیلم)
«شاهین» (انگلیسی: Falcons (film)) یک فیلم است که در سال ۲۰۰۲ منتشر شد.